# Galeodes toelgi
Espèce
Galeodes toelgi est une espèce de solifuges de la famille des Galeodidae.

## Distribution
Cette espèce est endémique de Turquie. Elle se rencontre dans les monts Nur.

## Description
Le mâle mesure 35 mm et la femelle 29 mm.

## Étymologie
Cette espèce est nommée en l'honneur de Franz Tölg.

## Publication originale
- Werner, 1922 : Skorpione und Solifugen aus dem Amanus-Gebirge. Archiv für Naturgeschichte, sér. A, vol. 85, p. 141–145 (texte intégral).